# Zvjezdani potok
Zvjezdani potok je asocijacija zvijezda koje orbitiraju oko galaktike koje je izvorno bila kuglastim skupom ili patuljastom galaktikom a koju su poslije plimne sile rastrgale i razvukle duž njene orbite.
Nedavno je otkriven egzoplanet koji se nalazi u orbiti oko zvijezde HIP 13044 koja se nalazi u zvjezdanom potoku Helmiju.

### Zvjezdani potoci u Mliječnom putu
| Ime                                       | Izvorište                      | Masa (solarnih masa) | Duljina (svjetlosnih godina) | Sastav                      | Godina otkrića |
| ----------------------------------------- | ------------------------------ | -------------------- | ---------------------------- | --------------------------- | -------------- |
| Arkturov potok                            | Neuspjela patuljasta galaksija | nepoznata            | nepoznata                    | Stare zvijezde (Arktur)     | 1971.          |
| Potok Helmi                               | Neuspjela patuljasta galaksija | 10 do 100 milijuna   | 1 000 000                    | Stare zvijezde              | 1999.          |
| Strijelčev potok                          | Patuljasta galaktika Strijelac | 100 milijuna         | 1 000 000                    | Široka raznolikost zvijezda | 1994.          |
| Zvjezdani tok u Djevici                   | Neuspjela patuljasta galaksija |                      | 30 tisuća                    |                             | 2001.          |
| Mageljanski potok                         | Veliki i Mali Magellanov oblak | 200 milijuna         | 1 000 000                    | Vodikov plin                | 1972.          |
| Potok Palomar 5                           | Palomar 5                      | 5 000                | 30 tisuća                    | Stare zvijezde              | 2001.          |
| Potok NGC 5466 Plimni tok od 45 stupnjeva | NGC 5466                       | 10 tisuća            | 60 tisuća                    | Vrlo stare zvijezde         | 2006.          |
| Potok Fimbulthul                          | Omega Centauri                 | 318                  |                              |                             | 2019.          |

### Zvjezdani potoci u galaksiji Andromedi
| Ime                                              | Izvorište | Masa (solarnih masa) | Duljina (svjetlosnih godina) | Sastav | Godina otkrića |
| ------------------------------------------------ | --------- | -------------------- | ---------------------------- | ------ | -------------- |
| Veliki zvjedani potok                            |           |                      |                              |        |                |
| Andromedin sjeveroistočni zvjezdani potok        |           |                      |                              |        | 2004.          |
| Sjeverozapadni plimni potok (Plimni potok E i F) |           |                      |                              |        | 2009.          |
| Jugozapadni plimni potok                         |           |                      |                              |        | 2009.          |